# Pygoplus
Genre
Pygoplus est un genre d'opilions laniatores de la famille des Assamiidae.

## Distribution
Les espèces de ce genre se rencontrent en Inde, en Birmanie et au Viêt Nam.

## Liste des espèces
Selon World Catalogue of Opiliones (28/11/2022) :
- Pygoplus ferrugineus Thorell, 1889
- Pygoplus obscurus Thorell, 1889
- Pygoplus trifasciatus Thorell, 1889

## Systématique et taxinomie
Ce genre a été décrit par Thorell en 1889 dans les Assamiidae.

## Publication originale
- Thorell, 1889 : « Aracnidi Artrogastri Birmani raccolti da L. Fea nel 1885-1887. » Annali del Museo Civico di Storia Naturale di Genova, sér. 2, vol. 7, p. 521-729 (texte intégral).